# پانوراما سیتی (لس آنجلس)
پنوراما سیتی، لس‌آنجلس (به انگلیسی: Panorama City, Los Angeles) یک منطقهٔ مسکونی در ایالات متحده آمریکا است.